# Maximilien Ringelmann
Maximilien Ringelmann (Paris, 10 décembre 1861 - Paris, 2 mai 1931) est un universitaire français membre de l'Académie d'agriculture de France. Il fut professeur d'ingénierie agricole à l'Institut national agronomique de Paris et directeur de la station d'essais de machines dès 1888.
Il est surtout connu pour ses travaux de psychologie sociale relatifs à la « paresse sociale » (1897) qui seront ré-utilisés plus tard par Henry Ford sous le concept de « flânerie ouvrière ». Il est actuellement considéré avec Norman Triplett comme l'un des précurseurs de la psychologie sociale en France, Triplett ayant développé une théorie inverse considérant que autrui peut être « facilitateur social ». Max Ringelmann décelait lui non une paresse mais un défaut de simultanéité chez ses étudiants qui lui servaient de cobayes.
Il est aussi connu pour sa création des cartes étalons qui portent son nom et sont utilisées pour déterminer visuellement la densité ou l'opacité apparente d'une fumée.

## Études et carrière[2]
Maximilien entre au Conservatoire national des art et des métiers pour y suivre les cours du soir du professeur Hervé Mangon. De 1880 à 1881, il suit en tant qu'auditeur libre les cours de l'école nationale des ponts et des chaussées. Il a 20 ans lorsqu'il est nommé répétiteur de génie rural à l'école d'agriculture de Grand-Jouan qui lui sera le terrain propice à l'expérimentation sur le machinisme agricole. L'agronome Eugène Tisserand, directeur au Ministère de l'Agriculture, le repère et lui confie le projet d'appliquer la méthodologie expérimentale à l'étude scientifique des machines. Un projet que Maximilien va tenir pendant 7 ans et,  en 1888, la Station d'essais de machines agricoles voit le jour. Il y est nommé directeur.

## Articles
- « Appareils de culture mécanique avec treuils et câbles (résultats d'essai) », Annales de l'Institut national agronomique : administration, enseignement et recherche,‎ 1913 (lire en ligne)
- Recherches sur les moteurs animés. Travail de l'homme, Annales de l'Institut national agronomique, Tome VII, 1913, p. 1-40